# Campeonato Asiático de Hockey sobre Patines de 2004
El X Campeonato Asiático de Hockey sobre Patines se celebró en la ciudad japonesa de Akita entre el 12 y el 16 de junio de 2004 con la participación de seis Selecciones nacionales masculinas de hockey patines, dentro de los Campeonatos de Asia de Patinaje, junto a los respectivos campeonatos asiáticos de otras modalidades de este deporte.
En esta edición se disputó el campeonato en sus modalidades masculina y femenina.

## Equipos participantes
Participaron cuatro de las selecciones nacionales que habían disputado el anterior campeonato de 2005, excepto la vigente campeona Corea del Norte y Corea del Sur, quinto clasificado en el campeonato anterior, pero reapareció en la competición China y el debutó la selección de Australia.
| Macao (2)     |
| Japón (3)     |
| India (4)     |
| Taiwán (6)    |
| China (-)     |
| Australia (-) |

## Resultados
El campeonato se disputó en una sola fase mediante sistema de liga a una vuelta entre todos los participantes
| Equipo    | Pts | PJ | PG | PE | PP | GF | GC | DG  |
| --------- | --- | -- | -- | -- | -- | -- | -- | --- |
| Macao     | 15  | 5  | 5  | 0  | 0  | 73 | 9  | 64  |
| Japón     | 10  | 5  | 3  | 1  | 1  | 23 | 16 | 7   |
| Australia | 9   | 5  | 3  | 0  | 2  | 34 | 22 | 12  |
| Taiwán    | 6   | 5  | 1  | 1  | 3  | 23 | 36 | -13 |
| China     | 3   | 5  | 1  | 0  | 4  | 26 | 46 | -20 |
| India     | 3   | 5  | 1  | 0  | 4  | 20 | 70 | -50 |

|           | MAC | JPN | AUS  | TWN  | CHN  | IND   |
| --------- | --- | --- | ---- | ---- | ---- | ----- |
| Macao     | –   | 7–3 | 10–3 | 15–2 | 14–0 | 27–1  |
| Japón     |     | –   | 4–3  | 4–4  | 5–2  | 7–0   |
| Australia |     |     | –    | 6–3  | 7–3  | 15–2  |
| Taiwán    |     |     |      | –    | 9–5  | 5–6   |
| China     |     |     |      |      | –    | 16–11 |
| India     |     |     |      |      |      | –     |

## Clasificación final
| 1. Macao     |
| 2. Japón     |
| 3. Australia |
| 4. Taiwán    |
| 5. China     |
| 6. India     |